# 律令ノ規定ニ依リ本島ニ適用セラルル法律ノ改正アリタルトキノ効力ニ関スル件
律令ノ規定ニ依リ本島ニ適用セラルル法律ノ改正アリタルトキノ効力ニ関スル件（りつれいのきていによりほんとうにてきようせらるるほうりつのかいせいありたるときのこうりょくにかんするけん、明治32年律令第21号）は、日本統治時代の台湾において適用される法律の改正があった場合のその効力について規定した日本の律令。明治32年（1899年）7月16日成立、公布、施行。

## 概要
- 律令の規定によって本島に適用される法律の改正があった場合、各その改正法が依用される（1項本文）。ただし、別段の規定がある場合は、この限りでない（1項ただし書）。
- 本令は、本令施行前における法律の改正にも適用する（2項）。
- 前二項に掲げる改正法の本島における施行期日は、各その改正法の施行期日による（3項本文）。ただし、改正法の施行期日が本令の施行前に係るものについては、本令施行の日から施行する（3項ただし書）。